# الولع بالدموع

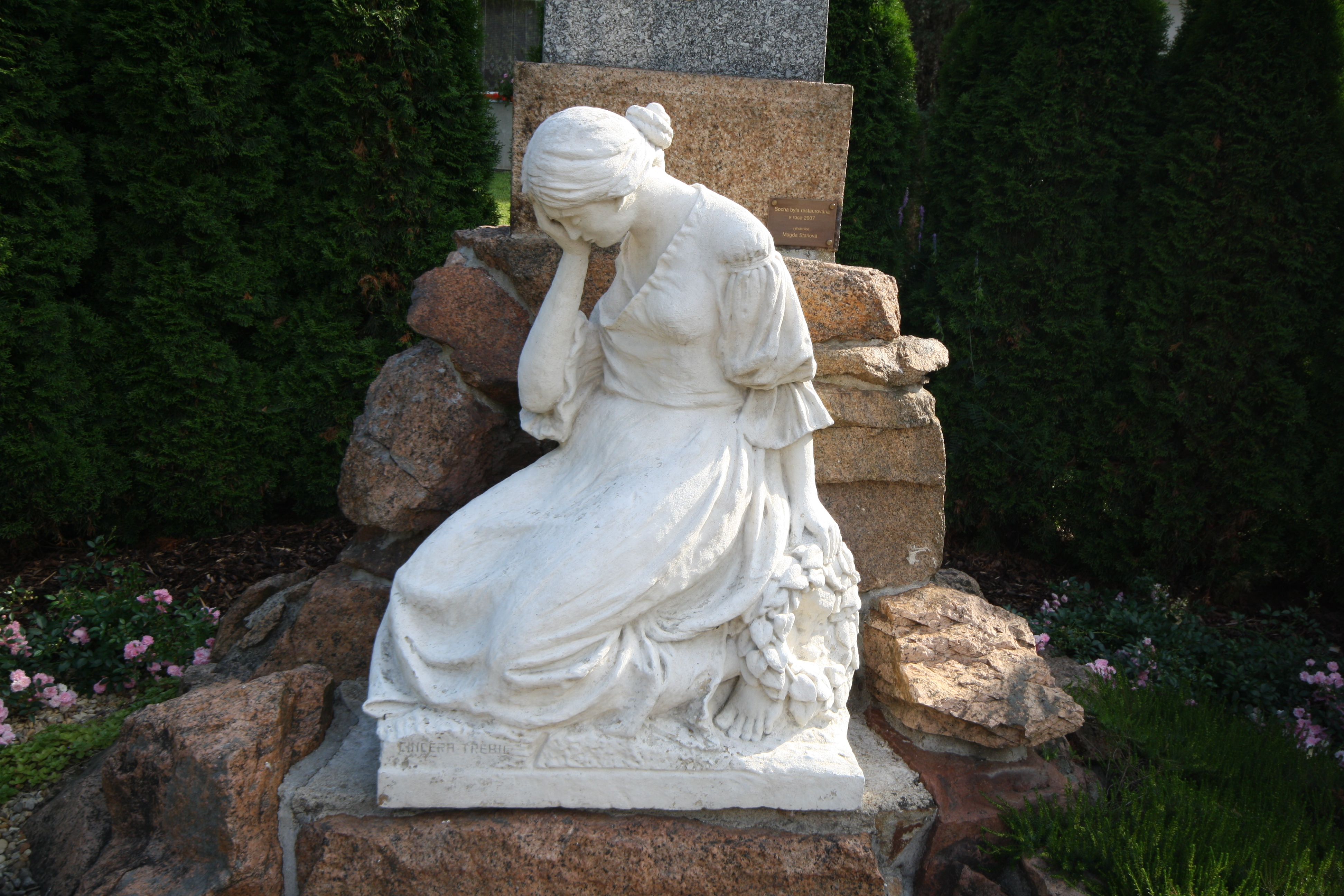
تمثال لامرأة تبكي بجانب نصب تذكاري لضحايا الحرب العالمية في أوكمانيتسه، منطقة تربيتش.

الولع بالدموع أو داكريفيليا (بالإنجليزية: Dacryphilia)‏ هو شكل من أشكال البارافيليا حيث يحصل الفرد علي الاثارة الجنسية من خلال رؤية الدموع.
المصطلح يغطي جميع أشكال المتعة الناتجة عن رؤية دموع الآخرين. وتتحقق الإثارة الجنسية عند رؤية شخص في ضائقة عاطفية. وتحمل موضوع يقوم فيه شخص (في كثير من الأحيان في علاقة بي دي إس إم) بدفع الآخر للبكاء.